# 민주동맹 (우크라이나)
민주동맹(우크라이나어: Демократичний альянс)은 2011년 9월 반부패 플랫폼에서 창설한 우크라이나의 정당 중 하나이다.

## 역사
정당이 되기 이전, 민주동맹은 청년 조직이었다. 조직의 목표는 "기독교 민주주의, 책임감, 애국심을 만들기 위해 청소년의 개발, 발전을 구현하기 위한 국가적 정치 엘리트의 형성"으로 하고 있다.
이 당은 우크라이나에서 부패, 사기 등에 저항 운동을 펼치기 시작했고 유로마이단의 시위대 중 하나로 나서기 시작했다. 이 정당은 각종 시위에 참여했기 때문에 2012년 5월 우크라이나 정의부가 정당 등록을 해지하려 시도했다. 시위에 참여하는 동안 정당 구성원들이 체포되었다. 2014년 2월, 유로마이단 시위에 참여하는 동안 당원 2명이 우크라이나 보안군이 쏜 총에 맞아 사망했다.
이 정당은 2012년 우크라이나 총선에 참여하지 않았다.
이 정당은 유로마이단 시위에서 적극적인 역할을 했다.
2014년 키이우 지방 선거에서는 키이우 시의회에 3개 의석을 확보했다.
2014년 6월 초 LGBT 운동가인 보흐단 글로바의 정당 가입을 "가족이 남자와 여자로 구성된다는 것을 인정하지 않는다"는 이유로 거절했다.
2014년 9월 열린 2014년 우크라이나 총선에서 시민의 지위 정당과 비례대표에서 선거연합을 맺었다. 단일 선거구에서는 양당이 따로 선거에 출마하였다. 선거연합 비례명단에서는 지지율 3.1%로 비례 최소 당선 기준인 5%를 넘지 못했으며 양당 모두 선거구에서 1명도 당선되지 못해 양 당 모두 원외정당으로 남았다. 같은 날 열린 2014년 키이우 지방 선거에서는 키이우 시의회에 민주동맹이 2석을 얻었다.
2015년 키이우 지방 선거에서는 키이우 시의회에서 지지율 4.56%로 전 의석을 잃었다. 2015년 열린 우크라이나 지방 선거에서 총 27개 기초자치단체 의회 의석을 얻었다. 돈바스 지역에서 비교적 높은 지지율을 얻었다.
2016년 8월 페트로 포로셴코 블록 당의 스비틀라나 잘리슈크, 세르히 레셴코, 무스타파 나이옘 의원이 민주동맹에 합류하였다. 또한 민주동맹은 당시 오데사의 주지사였던 미헤일 사카슈빌리를 중심으로 원내 회파 범회파 연합 "유럽낙관론파"(예우로옵티미스티)를 결성하여 합류하였으나, 2016년 6월 자조당과 민주동맹이 범회파 연합을 탈퇴하였다.
2018년 10월 9일, 민주동맹과 자조당이 2019년 우크라이나 대통령 선거의 공동후보로 당시 르비우 시장인 안드리 사도비를 선출하였다. 2019년 3월 1일 사도비 후보는 "시민의 지위"의 당수인 아나톨리 흐리첸코를 지지하며 사퇴하였다. 흐리첸코는 1차 투표에서 6.91%의 지지율로 5위로 마감하였다.
2019년 우크라이나 총선에는 참여하지 않았다.
2020년 우크라이나 지방 선거에서 총 155명의 후보가 출마했으나 전원 낙선하였다.

## 정치적 위치
민주동맹 플랫폼은 민주주의와 사회 정의 및 사회의 "인간의 가치에 근거한 인간의 권리와 자유를 우선하고 있다"라고 말하고 있다.
이 정당은 친유럽 및 반부패 성향을 띠고 있다. 이 정당은 우크라이나 민주주의를 더욱 개선시키며, 우크라이나 경찰 및 우크라이나의 사법 시스템이 공정하게 집행하며 남부 우크라이나 및 동부 우크라이나의 여론을 바꾸고 싶어한다.
정당 대표 바실 가츠코는 "민주동맹은 기독교 민주주의 정당이다. 우리의 이념은 가족은 한 남자와 한 여자로 구성되어 있다는 것이다"라고 말했다.
이 정당은 젊은 유권자들에게 인기가 높다.